# پاین کریک (استرالیا)
پاین کریک (به انگلیسی: Pine Creek) شهرکی واقع در ایالت قلمرو شمالی در استرالیاست. این شهرک در ۲۲۶ کیلومتری (۱۴۰ مایلی) جنوب شرق داروین و ۹۰ کیلومتری (۵۶ مایلی) شمال غرب کاترین واقع شده است.